# Рябухи
Рябу́хи — село в Чернігівській області України, входить до складу Талалаївської селищної громади. За адміністративним поділом до липня 2020 року село входило до Талалаївського району, а після укрупнення районів входить до Прилуцького району. Розташоване на правому березі річки Ромен, за 6 км від залізничної станції Рубанки. Населення — 377 осіб, площа — 1,458 км².

## Історія
Вперше згадуються під 1629 роком. Пізніше село у складі Краснянської (пізніше Красноколядинської) сотні Прилуцького полку Гетьманщини. В селі містилася сотенна канцелярія Краснянської сотні. 1666 року в селі налічувалось 8 господарств селян, які орали на «2-х волах», у тому числі «войт Алешко Федоров»; козаки не показані.
1737 року в селі було 20 господарств селян, 3 підсусідки, 66 господарств козаків (27 виборних, 39 підпомічників), 10 козачих підсусідків. Село мало статус вільного військового села до 1740 року, відколи управитель Батуринської волості генерал Вейсбах приєднав його до Самбірського староства, яке 1750 перейшло у володіння гетьмана Кирила Розумовського.
1780 року — 15 дворів (23 хати) селян, 21 двір (38 хат) і 18 бездворих хат підсусідків, 45 дворів (98 хат) козаків. Селяни й підсусідки належали різним власникам, з яких найбільшими були: красноколядинський сотник І. П. Миницький — 11 дворів (17 хат), військовий товариш А. Федорович — 6 дворів (11 хат), граф Кирило Розумовський — 4 двори (6 хат), лубенський полковник Максимович — 3 двори (4 хати), рябухівський священник С. Григорович — 3 двори (6 хат). Інші власники мали по 1-2 двори. 
Перша дерев'яна Петропавлівська церква споруджена до 1654 року. Після скасування полкового устрою у 1782 році село відійшо до Роменського повіту Чернігівського намісництва.
Є на мапі 1800 року як Рябуха.
У 1859 році у казеному та володарському селі Рябухи була церква та 181 двір де жило 1534 особи (763 чоловічої та 771 жіночої статі).
1864 року побудована дерев'яна Петропавлівська церква з 3-х класною парафіяльною школою.
1901 року - село Дмитрівської волості Конотопського повіту Чернігівської губернії, 1943 мешканця.
В період революції 1905—1907 років в селі відбулося кілька заворушень селян, які знищили поміщицький маєток.
У 1917 році в селі був 451 двір і біля 2 тисяч мешканців.

### В складі СРСР
Радянську владу вперше встановлено у січні 1918 року. В роки української революції на стороні більшовиків тут діяв партизанський загін під керівництвом С. К. Кладкового. Комсомольську організацію в селі засновано в 1919 році, партійну — в 1924 році.
На фронтах німецько-радянської війни воювали 270 жителів, з них 145 нагороджені орденами й медалями СРСР. 139 чоловік загинули. Для увічнення пам'яті про них у 1967 році споруджено пам'ятник. Того ж року встановлено надгроюок на могилі Невідомого солдата, могилі радянських бійців, що загинули 1943 року при відвоюванні села.
Станом на початок 1970-х років в селі було 309 дворів, мешкало 883 особи. Працював колгосп імені. Кірова, за яким було закріплено 1 588 га сільськогосподарських угідь, у тому числі 1 216 га орної землі. Господарство вирощувало зернові й технічні культури, було розвинуте м'ясо-молочне тваринництво, діяв механічний млин. У селі знаходилися восьмирічна школа, в якій навчалося 149 учнів і 14 учителів, будинок культури на 200 місць, бібліотека (9 тисяч примірників), фельдшерсько-акушерський пункт, ясла-садок.
Станом на 1988 рік в селі мешкало 549 жителів.

### В складі України
З 1991 року село у складі України. У 1996 році в селі було 190 дворів, мешкало 434 жителя.
До 2020 року було центром сільської ради.

## Відомі люди
У селі народився Кириченко Ілля Микитович (1889—1955) — український мовознавець.